# آنجانو الیس
آنجانو الیس (به انگلیسی: Aunjanue Ellis) (زاده ۲۱ فوریه ۱۹۶۹) بازیگر آمریکایی است.
از فیلم‌هایی که وی در آن بازی کرده است می‌توان به گرفتن پلهام ۱۲۳، فریدم لند، کوانتیکو ، دوست داشتنی و شگفت انگیز، آبی بیابان، در عمق زیاد، رهایی، شهر دختران و والنتاین غارنشین اشاره کرد.